# Bartołty Wielkie

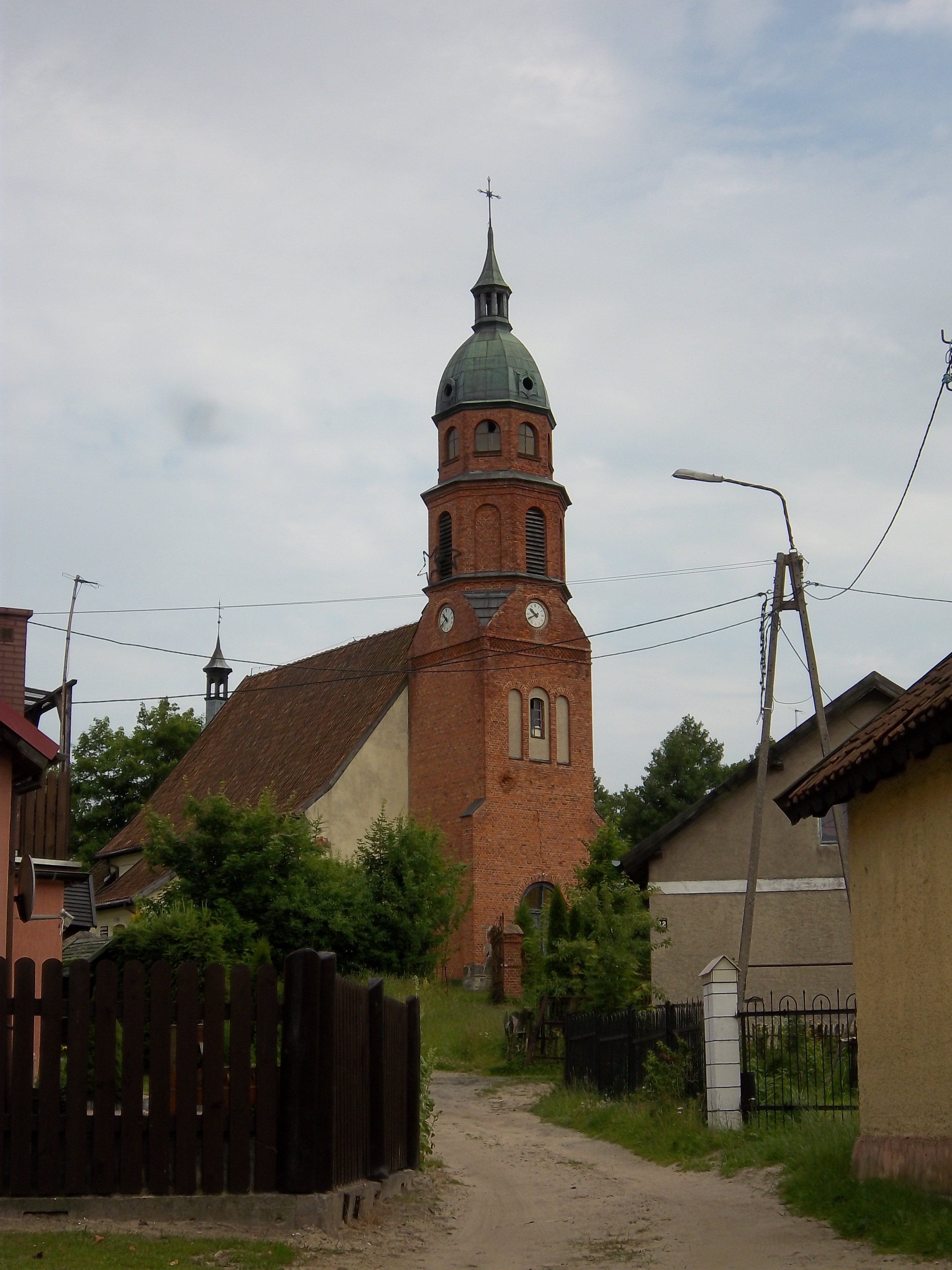
Kościół św. Jakuba Apostoła

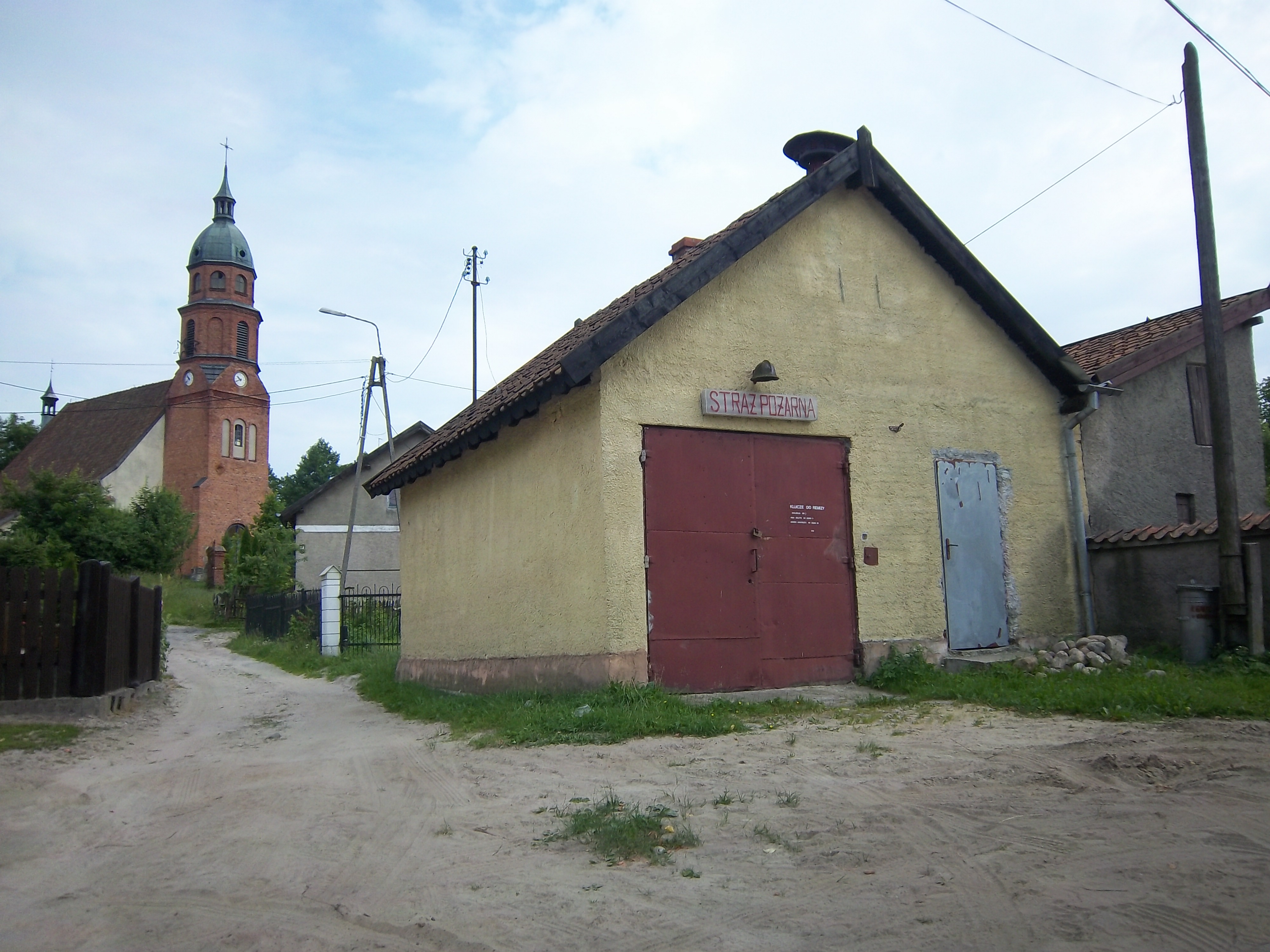
OSP w Bartołtach Wielkich

Bartołty Wielkie (niem: Groß Bartelsdorf, Bartoldsdorf – 1379, Bartelsdorf – 1615) – wieś w Polsce położona w województwie warmińsko-mazurskim, w powiecie olsztyńskim, w gminie Barczewo.
W latach 1954–1959 wieś należała i była siedzibą władz gromady Bartołty Wielkie, po jej zniesieniu w gromadzie Ramsowo. W latach 1975–1998 miejscowość administracyjnie należała do województwa olsztyńskiego.
Bartołty Wielkie położone są na Warmii, około 29 km od Olsztyna, między jeziorami Tumiańskim, Dłużek i Bartołt Wielki. Przez miejscowość przepływa rzeka Wardęga. Do parafii w Bartołtach Wielkich należą także kaplice w Raszągu i Rumach (wybudowane po 1945 r.).
Przez miejscowość przebiega droga powiatowa nr 1483N Jeziorany - Bartołty Wielkie. W odległości 4 km od miejscowości znajduje się węzeł Kromerowo na trasie drogi krajowej nr 16. Transport lokalny – PKS Olsztyn, linia: Olsztyn Dworzec Autobusowy – Bartołty Wielkie – Biskupiec Reszelski Dworzec Kolejowy.

## Historia
Osada istniała już w XIV w. Wieś lokowana przez biskupa warmińskiego Henryka Sorboma w 1379. Pierwsze wzmianki o kościele pochodzą z końca XIV. W czasie wojen polsko-krzyżackich miejscowość była wielokrotnie niszczona. W XVI wieku właścicielem wsi był Kromer – krewny biskupa Marcina Kromera. Kromerowie żyli tu jeszcze w XIX wieku. W pierwszej połowie XVII wieku właścicielem wsi był Stefan Sadorski. Przekazał on młyn wodny na wyposażenie gimnazjum jezuitów w Reszlu. W XVIII wieku wieś podzieliła się na Bartołty Wielkie i Bartołty Małe.
Po II wojnie światowej wieś wróciła do granic Polski, wojska Armii Czerwonej wkroczyły 28 stycznia 1945 roku. 20 sierpnia 1862 roku powołano parafię Bartołty Wielkie.

### Demografia
Tab. Zmiany ludnościowe Bartołt Wielkich

## Instytucje publiczne
- Szkoła Filialna w Bartołtach Wielkich
- Ochotnicza Straż Pożarna w Bartołtach Wielkich
- Leśnictwo Bartołty Wielkie
- Leśnictwo Cisy (z siedzibą w Bartołtach Wielkich)

## Turystyka

### Zabytki
- kościół parafialny św. Jakuba Apostoła – zbudowany w XVI wieku, przebudowywany w XVIII i XIX wieku. 14 marca 1582 roku biskup Marcin Kromer konsekrował nowy kościół, wybudowany w miejscu starszej budowli, pochodzącej z końca XIV wieku. Kościół z XVI wieku spłonął w 1620 roku. Obecny kościół pochodzi z przełomu XVII i XVIII w. i był wyświęcony przez biskupa Andrzeja Załuskiego w 1702 roku. Budowla ta była przebudowana w połowie XIX wieku. Murowana wieżę zbudowano w 1897 roku, posiada dwa górne segmenty ośmioboczne zwieńczone kopułą i latarenką[9]. Obecny kościół to budowla salowa, z niższym i półkoliście zamkniętym prezbiterium. Ślady stylu gotyckiego widoczne są jeszcze w ukształtowaniu bryły kościoła. Detale są barokowe. Wiele elementów wyposażania wnętrza także ma charakter barokowy. Na dachu prezbiterium znajduje się metalowa chorągiewka z datą „1888”. Ołtarz główny barokowy z 1700 roku z obrazem przedstawiającym św. Jakuba, po bokach medaliony z wizerunkami św. Franciszka Ksawerego i św. Ignacego Loyoli, a nad nimi ze św. Józefem z Dzieciątkiem. Ambona jest rokokowa. Zachowała się płyta nagrobna Michała Łubienieckiego (zmarł w 1624 roku); (nr rej.: 984 z 23.07.1968)[10]
- cmentarz przykościelny; (nr rej.: 984 z 23.07.1968)[10],
- kapliczka przydrożna, przy drodze na cmentarz z końca XIX w.; (nr rej.: 2087 z 14.05.1997)[10],
- kapliczka przydrożna, na terenie domu zakonnego z lat 1928–1930; (nr rej.: 2088 z 14.05.1997)[10].

### Atrakcje turystyczne
- Gospodarstwo Rybackie „Bartołty Wielkie” – kompleks stawów łowieckich[11]
- Ośrodek odosobnieniowy Buddyjskiego Związku Diamentowej Drogi Linii Karma Kagyu w Bartołtach Wielkich[12]

### Trasy rowerowe
Przez Bartołty Wielkie przechodzi  Szlak rowerowy żółty:
- Barczewo – Tumiany - Bartołty Wielkie – Jedzbark – Barczewo (długość trasy: 32,5 km)

### Osoby związane z Bartołtami Wielkimi
- Stefan Sadorski – właściciel wsi w I połowie XVII wieku.

### Bartołty Wielkie na ekranie
Wieś i jej malownicze okolice znalazły uznanie u scenarzystów trzech polskich filmów, do których zdjęcia kręcone były m.in. w Bartołtach Wielkich. Na budynku szkoły znajduje się odcisk dłoni bohaterów filmu Dwie miłości, wykonany na potrzeby obrazu.
- 2002: Dwie miłości[13]
- 2010: Lincz[14]
- 2014: Jeziorak[15]